# Lester Young
Lester Willis Young (27. august 1909 - 15. marts 1959) var en amerikansk jazzmusiker, der skabte sit navn som tenorsaxofonist i Count Basies orkester i 1936-1940 og i 1943-1944. Young var en af jazzens store stilskabere med sin kølige. slanke tone, der var et afgørende brud med 20'ernes "hotte" stil.
Han blev del af Count Basies gruppe i 1934, men forlod den til fordel for en plads hos Fletcher Henderson, hvor han skulle erstatte Coleman Hawkins, der var trendsættende saxofonist på dette tidspunkt. Det fungerede dog ikke særligt godt, da det blev forventet at Young også overtog Hawkins' spillestil, og i 1936 var Young tilbage hos Count Basie. Det blev starten på en af de bedste og mest kreative perioder i hans karriere, hvor han for alvor grundlagde sin helt egen stil. Her dyrkede han også klarinetten, men da hans instrument blev stjålet i 1939, droppede han klarinetten helt frem til 1957.
Et af Lester Youngs helt store bidrag til musikhistorien var også hans triosamarbejde med Billie Holiday og Teddy Wilson i starten af 40'erne. Young havde et meget nært forhold til Billie Holiday, som også var den, der gav ham kælenavnet Prez – 'President of the Tenor Saxofon'. Holiday beskriver ham altid som elegant og smuk, med hans hipster-manerer og pork pie-hatten, og det passer både til personen og musikeren Young. Da Young slog igennem var saxofonen domineret af Coleman Hawkins kraftfulde, aggressive spillestil, men Prez gik den modsatte vej med en let og lys tone og en stærk melodiforståelse. Han forsøgte at gå sine egne veje med instrument, hvilket så siden dannede skole og inspiration for bop og især cool-jazz.
I 1943 vendte Young, som ikke havde den mest målrettede karriere, tilbage til Basies orkester, hvor han fik 9 måneder, før han i 1944 blev indkaldt til hæren i det USA, som var trådt ind i 2. verdenskrig. Her oplevede han racismens grimme ansigt, blandt andet fordi han var gift med en hvid kvinde, og fik en fængselsdom, hvilket havde en traumatiserende effekt, og han blev hjemsendt et år senere.
Hans spil var i årene efter krigen mere og mere mærket af hans alkoholmisbrug. Prez havde sit sidste engagement i Paris 1959, men måtte afbryde kontrakten på grund af sygdom og døde kort efter.

## Diskografi

### Albums
- 1942: The Complete Aladdin Sessions
- 1944: Kanses City Style
- 1952: With The Oscar Peterson Trio
- 2007: The Lester Young Story, vol. 1-3